# 米勒雷氏鯰
米勒雷氏鯰，為輻鰭魚綱鯰形目鼬鯰科的其中一種，為熱帶淡水魚，分布於南美洲亞馬遜河及其支流流域，體長可達20.8公分，棲息在底層水域，生活習性不明。

## 扩展阅读
維基物種上的相關：米勒雷氏鯰